# Piedade de Ponte Nova
Piedade de Ponte Nova is een gemeente in de Braziliaanse deelstaat Minas Gerais. De gemeente telt 4.273 inwoners (schatting 2009).

## Aangrenzende gemeenten
De gemeente grenst aan Rio Casca, Santa Cruz do Escalvado en Urucânia.